# سكيب باتن
سكيب باتن (بالإنجليزية: Skip Battin)‏ هو مغني وموسيقي ومغن مؤلف أمريكي، ولد في 18 فبراير 1934 في غاليبوليس في الولايات المتحدة، وتوفي في 6 يوليو 2003 في سايلم في الولايات المتحدة بسبب مرض آلزهايمر.

## وصلات خارجية
- سكيب باتن على موقع IMDb (الإنجليزية)
- سكيب باتن على موقع ميوزك برينز (الإنجليزية)
- سكيب باتن على موقع ديسكوغز (الإنجليزية)